# Nohan Kenneh
Nohan Kenneh (Zwedru, 10 gennaio 2003) è un calciatore liberiano con cittadinanza britannica, centrocampista del Tranmere e della nazionale liberiana.

## Biografia
Nato in Liberia, all'età di sei anni si è trasferito nel Regno Unito insieme alla famiglia con lo status di rifugiato.

## Carriera

### Club
Cresciuto nel settore giovanile del Leeds United, il 10 gennaio 2020 ha firmato il suo primo contratto professionistico con i Whites; nel corso della stagione 2021-2022 è stato convocato in prima squadra per alcune partite di Premier League, senza scendere in campo.
Il 23 maggio 2022 è stato acquistato dall'Hibernian, con cui ha firmato un contratto triennale a partire dal 1º luglio seguente. Il 13 gennaio 2023 è stato ceduto in prestito al Ross County fino al termine della stagione.

### Nazionale
Ha giocato nelle nazionali giovanili inglesi Under-15, Under-16 ed Under-17.
Il 24 marzo 2023 ha esordito con la nazionale liberiana disputando l'incontro pareggiato 2-2 contro il Sudafrica, valido per le qualificazioni alla Coppa d'Africa 2023.

## Statistiche

### Presenze e reti nei club
Statistiche aggiornate al 27 febbraio 2024.
| Stagione        | Squadra         | Campionato      | Campionato | Campionato | Coppe nazionali | Coppe nazionali | Coppe nazionali | Coppe continentali | Coppe continentali | Coppe continentali | Altre coppe | Altre coppe | Altre coppe | Totale | Totale |
| Stagione        | Squadra         | Comp            | Pres       | Reti       | Comp            | Pres            | Reti            | Comp               | Pres               | Reti               | Comp        | Pres        | Reti        | Pres   | Reti   |
| --------------- | --------------- | --------------- | ---------- | ---------- | --------------- | --------------- | --------------- | ------------------ | ------------------ | ------------------ | ----------- | ----------- | ----------- | ------ | ------ |
| 2022-gen. 2023  | Hibernian       | SP              | 15         | 1          | CS+CdL          | 0+4             | 0               |                    | -                  | -                  |             | -           | -           | 19     | 1      |
| gen.-mag. 2023  | Ross County     | SP              | 16+2       | 0          | CS+CdL          | 1+0             | 0               |                    | -                  | -                  |             | -           | -           | 19     | 0      |
| 2023-2024       | Shrewsbury Town | FL1             | 28         | 1          | FACup+CdL       | 3+1             | 0               |                    | -                  | -                  | FLT         | 1           | 0           | 33     | 1      |
| Totale carriera | Totale carriera | Totale carriera | 61         | 2          |                 | 9               | 0               |                    | -                  | -                  |             | 1           | 0           | 71     | 2      |

### Cronologia presenze e reti in nazionale
| Cronologia completa delle presenze e delle reti in nazionale ― Liberia | Cronologia completa delle presenze e delle reti in nazionale ― Liberia | Cronologia completa delle presenze e delle reti in nazionale ― Liberia | Cronologia completa delle presenze e delle reti in nazionale ― Liberia | Cronologia completa delle presenze e delle reti in nazionale ― Liberia | Cronologia completa delle presenze e delle reti in nazionale ― Liberia | Cronologia completa delle presenze e delle reti in nazionale ― Liberia | Cronologia completa delle presenze e delle reti in nazionale ― Liberia |
| Data                                                                   | Città                                                                  | In casa                                                                | Risultato                                                              | Ospiti                                                                 | Competizione                                                           | Reti                                                                   | Note                                                                   |
| ---------------------------------------------------------------------- | ---------------------------------------------------------------------- | ---------------------------------------------------------------------- | ---------------------------------------------------------------------- | ---------------------------------------------------------------------- | ---------------------------------------------------------------------- | ---------------------------------------------------------------------- | ---------------------------------------------------------------------- |
| 24-3-2023                                                              | Johannesburg                                                           | Sudafrica                                                              | 2 – 2                                                                  | Liberia                                                                | Qual. Coppa d'Africa 2023                                              | -                                                                      | 46’                                                                    |
| 28-3-2023                                                              | Monrovia                                                               | Liberia                                                                | 1 – 2                                                                  | Sudafrica                                                              | Qual. Coppa d'Africa 2023                                              | -                                                                      | 46’                                                                    |
| 12-9-2023                                                              | Accra                                                                  | Ghana                                                                  | 3 – 1                                                                  | Liberia                                                                | Amichevole                                                             | -                                                                      | 81’                                                                    |
| 14-10-2023                                                             | Khouribga                                                              | Liberia                                                                | 2 – 3                                                                  | Libia                                                                  | Amichevole                                                             | -                                                                      | 46’                                                                    |
| 17-10-2023                                                             | Agadir                                                                 | Marocco                                                                | 3 – 0                                                                  | Liberia                                                                | Qual. Coppa d'Africa 2023                                              | -                                                                      |                                                                        |
| 17-11-2023                                                             | Monrovia                                                               | Liberia                                                                | 0 – 1                                                                  | Malawi                                                                 | Qual. Mondiali 2026                                                    | -                                                                      |                                                                        |
| 20-11-2023                                                             | Monrovia                                                               | Liberia                                                                | 3 – 0 tav                                                              | Guinea Equatoriale                                                     | Qual. Mondiali 2026                                                    | -                                                                      | 27’, 45’                                                               |
| 20-3-2024                                                              | Marrakech                                                              | Gibuti                                                                 | 0 – 2                                                                  | Liberia                                                                | Qual. Coppa d'Africa 2025                                              | -                                                                      |                                                                        |
| 26-3-2024                                                              | Monrovia                                                               | Liberia                                                                | 0 – 0                                                                  | Gibuti                                                                 | Qual. Coppa d'Africa 2025                                              | -                                                                      |                                                                        |
| 9-6-2024                                                               | Oujda                                                                  | São Tomé e Príncipe                                                    | 0 – 1                                                                  | Liberia                                                                | Qual. Mondiali 2026                                                    | -                                                                      | 85’                                                                    |
| 6-9-2024                                                               | Lomé                                                                   | Togo                                                                   | 1 – 1                                                                  | Liberia                                                                | Qual. Coppa d'Africa 2025                                              | -                                                                      | 87’                                                                    |
| 10-9-2024                                                              | Monrovia                                                               | Liberia                                                                | 0 – 3                                                                  | Algeria                                                                | Qual. Coppa d'Africa 2025                                              | -                                                                      | 46’                                                                    |
| 11-10-2024                                                             | Malabo                                                                 | Guinea Equatoriale                                                     | 1 – 0                                                                  | Liberia                                                                | Qual. Coppa d'Africa 2025                                              | -                                                                      | 78’                                                                    |
| 14-10-2024                                                             | Monrovia                                                               | Liberia                                                                | 1 – 2                                                                  | Guinea Equatoriale                                                     | Qual. Coppa d'Africa 2025                                              | -                                                                      |                                                                        |
| 24-3-2025                                                              | Monrovia                                                               | Liberia                                                                | 2 – 1                                                                  | São Tomé e Príncipe                                                    | Qual. Mondiali 2026                                                    | -                                                                      |                                                                        |
| Totale                                                                 |                                                                        | Presenze                                                               | 15                                                                     |                                                                        | Reti                                                                   | 0                                                                      |                                                                        |